# Chính phủ
Chính phủ (tiếng Anh: government) là một chủ thể có quyền lực để thi hành luật pháp trong một tổ chức quốc gia hay một nhóm người ở tầm quốc gia. Ngoài ra, Chính phủ còn quản lý hoặc chỉ đạo trong một khu vực, trong một nhóm người. Chính phủ còn là cơ quan được trao quyền hành pháp cùng với nguyên thủ quốc gia. Mặc dù có khá nhiều thuật ngữ khác nhau như Hội đồng Bộ trưởng, Hội đồng Nhà nước, Nội các, Hội đồng Hành chính,... nhưng thuật ngữ "Chính phủ" có ý nghĩa bao quát nhất, hàm ý cơ quan thực hiện quyền hành pháp trong một cơ cấu nhà nước hoặc tương tự nhà nước.
Tuy nhiên, cách hiểu thuật ngữ này còn phụ thuộc vào hình thức chính thể (tổ chức nhà nước) ở mỗi nước. Ở các nước cộng hòa tổng thống và quân chủ tuyệt đối, quân chủ nhị nguyên, chính phủ chủ yếu được coi là tập hợp các cố vấn cho người đứng đầu nhà nước với thẩm quyền xuất phát từ thẩm quyền của người đứng đầu nhà nước, mà không tạo thành một tập thể toàn vẹn. Còn ở các nước theo chính thể nghị viện, chính phủ là thiết chế tập thể thực hiện quyền hành pháp, chịu trách nhiệm trước nghị viện về đường hướng chính sách đã đề ra.

## Từ nguyên
Xưng vị "chính phủ" (Trung văn: 政府) trong tiếng Việt bắt nguồn từ Trung Quốc. Thời Đường và Tống, nơi tể tướng xử lý chính vụ gọi là "chính phủ". Về sau từ "chính phủ" được dùng để chỉ cơ quan thi hành quyền lực quốc gia, tức cơ quan hành chính quốc gia.
Từ "chính phủ" trong các ngôn ngữ phương Tây như tiếng Anh (government), tiếng Pháp (gouvernement), tiếng Đức (Regierung) từ này có gốc từ tiếng Hy Lạp là Κυβερνήτης (kubernites) với nghĩa "thuyền trưởng" (steersman), chủ quản (governor), phi công hoặc bánh lái (rudder)

## Cách thức hình thành
Cách thức hình thành chính phủ ở mỗi nước phụ thuộc vào hình thức chính thể của nước đó. Ở nhiều nước theo chính thể nghị viện như Singapore, Hy Lạp, Ý, Canada, Ấn Độ, Úc, Anh, nguyên thủ quốc gia bổ nhiệm lãnh đạo đảng chiếm đa số (hoặc liên minh một số đảng) làm Thủ tướng Chính phủ và bổ nhiệm các bộ trưởng khác theo giới thiệu của Thủ tướng. Nhưng ở nhiều nước khác theo chính thể nghị viện, nghị viện trực tiếp bỏ phiếu bầu Thủ tướng, sau đó nguyên thủ quốc gia mới phê chuẩn. Ở một số nước như Australia, New Zealand, các nghị sĩ thành viên của đảng chiếm đa số bỏ phiếu bầu các thành viên Chính phủ, còn Thủ tướng chỉ có quyền phân chia ghế giữa các thành viên đó. Ở những nước như Hà Lan, Italy, Áo, Đan Mạch, Bỉ thường diễn ra tình trạng không một đảng nào hoặc một liên minh nào chiếm đa số trong nghị viện, dẫn đến việc hình thành chính phủ chiếm thời gian khá lâu, và nhiều khi thành phần chính phủ không phản ánh kết quả bầu cử, nghĩa là "thắng cử nhưng thua ghế".
Ở các nước cộng hòa tổng thống, quân chủ tuyệt đối và quân chủ nhị nguyên, chính phủ hình thành chủ yếu theo ý chí của người đứng đầu nhà nước. Chẳng hạn, ở các nước Nam Mỹ, Tổng thống có toàn quyền lựa chọn thành phần chính phủ. Ở nhiều nước như Mỹ, Ecuador, việc Tổng thống bổ nhiệm các Bộ trưởng phải có sự phê chuẩn của Thượng viện. Còn ở Philippines, một Ủy ban do Chủ tịch Thượng viện đứng đầu và mỗi viện cử 12 nghị sĩ theo tỷ lệ các chính đảng để phê chuẩn việc Tổng thống bổ nhiệm các bộ trưởng.
Ở các nước theo chính thể cộng hòa lưỡng tính, thông thường nguyên thủ quốc gia bổ nhiệm một trong số các lãnh đạo của đảng chiếm đa số (hoặc liên minh các đảng) làm Thủ tướng Chính phủ và bổ nhiệm các bộ trưởng khác theo giới thiệu của Thủ tướng. Ở một số nước như Nga, Hàn Quốc, việc bổ nhiệm này phải được nghị viện biểu quyết phê chuẩn. Còn ở Pháp, trong trường hợp Tổng thống là người của đảng chiếm đa số trong nghị viện thì việc bổ nhiệm các bộ trưởng hầu như do Tổng thống quyết định, nhưng nếu Thủ tướng là người của đảng đa số thì vai trò của Thủ tướng sẽ tăng lên, nhưng đối với một số ghế bộ trưởng vẫn phải có ý kiến của Tổng thống.
Ở nhiều nước như Hy Lạp, Italy, Séc, Ba Lan, Thổ Nhĩ Kỳ, Moldova, để được coi là đã hoàn toàn hình thành và có thể bắt tay vào hoạt động, trong vòng một thời hạn nhất định (ví dụ 10 ngày, 14 ngày, 30 ngày) chính phủ phải nhận được sự ủng hộ của đa số trong nghị viện qua việc biểu quyết tín nhiệm đối với thành phần và chương trình hành động của chính phủ. Ở một số nước như ở Bắc Âu, Hiến pháp quy định Chính phủ có thể làm việc ngay sau khi nguyên thủ quốc gia bổ nhiệm Thủ tướng. Ở một số nước khác kết hợp hai cách quy định nói trên.

## Bản đồ

Chính thể của các nhà nước trên thế giới. Đối với danh sách đầy đủ của các hệ thống nhà nước, xem Danh sách quốc gia theo chính thể.
Cộng hòa Tổng thống chế
Cộng hòa Bán tổng thống chế
Cộng hòa Đại nghị chế với Tổng thống điều hành có quyền hành pháp phụ thuộc Cơ quan lập pháp
Cộng hòa Đại nghị chế với Tổng thống không có quyền hành pháp
Quân chủ lập hiến đại nghị chế, trong đó vị Quân chủ không có quyền lực điều hành
Quân chủ lập hiến hệ thống kép, trong đó vị Quân chủ trực tiếp điều hành (thường cùng với một Nghị viện yếu)
Quân chủ chuyên chế
Nhà nước đơn đảng
Các quốc gia trong đó các điều khoản hiến pháp cho chính phủ đã bị đình chỉ (ví dụ: chế độ độc tài quân sự)
Các quốc gia không phù hợp với bất kỳ hệ thống nào ở trên (ví dụ: chính phủ lâm thời)
Không chính phủ

Quốc gia có đánh dấu màu xanh dương được đánh giá là có nền "Dân chủ đại nghị" vào năm 2014 theo khảo sát "Tự do trên thế giới" của Freedom House. Freedom House đánh giá dân chủ có hiện hữu trong thực tế, không chỉ đơn thuần là qua tuyên bố

## Việt Nam
Theo Hiến pháp 1992 (sửa đổi năm 2001), Chính phủ nước Cộng hòa xã hội chủ nghĩa Việt Nam là cơ quan chấp hành của Quốc hội, cơ quan hành chính cao nhất của nước Cộng hòa Xã hội chủ nghĩa Việt Nam.
Chính phủ là cơ quan thực hiện quyền hành pháp tối cao của Nhà nước.
Chính phủ do Chủ tịch nước thành lập và Quốc hội phê chuẩn, có nhiệm kỳ theo nhiệm kỳ của Quốc hội (5 năm). Khi Quốc hội hết nhiệm kỳ, Chính phủ tiếp tục làm nhiệm vụ cho đến khi Quốc hội khóa mới bầu Chủ tịch nước và phê chuẩn chính phủ mới. Chính phủ gồm Thủ tướng Chính phủ, các Phó Thủ tướng, các bộ trưởng và các thành viên khác. Ngoài Thủ tướng, các thành viên khác không nhất thiết phải là đại biểu Quốc hội.
Quốc hội bầu Thủ tướng theo đề nghị của Chủ tịch nước trong số các đại biểu Quốc hội và chỉ có Quốc hội mới có quyền miễn nhiệm, bãi nhiệm Thủ tướng trước khi kết thúc nhiệm kỳ.
Thủ tướng Chính phủ đề nghị Quốc hội phê chuẩn việc bổ nhiệm các Phó Thủ tướng, các Bộ trưởng và các thành viên khác của Chính phủ. Căn cứ vào nghị quyết phê chuẩn của Quốc hội, Chủ tịch nước bổ nhiệm, miễn nhiệm, cách chức các Phó Thủ tướng, Bộ trưởng và các thành viên khác của Chính phủ.
Chính phủ chịu sự giám sát của Quốc hội, chịu trách nhiệm trước Quốc hội, báo cáo công tác trước Quốc hội, Ủy ban Thường vụ Quốc hội, Chủ tịch nước.
Thủ tướng Chính phủ đương nhiệm hiện nay là ông Phạm Minh Chính.
Theo Điều 112 Hiến pháp 1992, Chính phủ nước Cộng hòa xã hội chủ nghĩa Việt Nam có những nhiệm vụ và quyền hạn sau đây:
- Lãnh đạo công tác của các Bộ, các cơ quan ngang Bộ và các cơ quan thuộc Chính phủ, Uỷ ban nhân dân các cấp, xây dựng và kiện toàn hệ thống thống nhất bộ máy hành chính Nhà nước từ trung ương đến cơ sở; hướng dẫn, kiểm tra Hội đồng nhân dân thực hiện các văn bản của cơ quan Nhà nước cấp trên; tạo điều kiện để Hội đồng nhân dân thực hiện nhiệm vụ và quyền hạn theo luật định; đào tạo, bồi dưỡng, sắp xếp và sử dụng đội ngũ viên chức Nhà nước;
- Bảo đảm việc thi hành Hiến pháp và pháp luật trong các cơ quan Nhà nước, tổ chức kinh tế, tổ chức xã hội, đơn vị vũ trang và công dân; tổ chức và lãnh đạo công tác tuyên truyền, giáo dục Hiến pháp và pháp luật trong nhân dân;
- Trình dự án luật, pháp lệnh và các dự án khác trước Quốc hội và Uỷ ban thường vụ Quốc hội;
- Thống nhất quản lý việc xây dựng, phát triển nền kinh tế quốc dân; thực hiện chính sách tài chính, tiền tệ quốc gia; quản lý và bảo đảm sử dụng có hiệu quả tài sản thuộc sở hữu toàn dân; phát triển văn hoá, giáo dục, y tế, khoa học và công nghệ, thực hiện kế hoạch phát triển kinh tế - xã hội và ngân sách Nhà nước;
- Thi hành những biện pháp bảo vệ các quyền và lợi ích hợp pháp của công dân, tạo điều kiện cho công dân sử dụng quyền và làm tròn nghĩa vụ của mình, bảo vệ tài sản, lợi ích của Nhà nước và của xã hội; bảo vệ môi trường;
- Củng cố và tăng cường nền quốc phòng toàn dân, an ninh nhân dân; bảo đảm an ninh quốc gia và trật tự, an toàn xã hội; xây dựng các lực lượng vũ trang nhân dân; thi hành lệnh động viên, lệnh ban bố tình trạng khẩn cấp và mọi biện pháp cần thiết khác để bảo vệ đất nước;
- Tổ chức và lãnh đạo công tác kiểm kê, thống kê của Nhà nước; công tác thanh tra và kiểm tra Nhà nước, chống quan liêu, tham nhũng trong bộ máy Nhà nước; công tác giải quyết khiếu nại, tố cáo của công dân;
- Thống nhất quản lý công tác đối ngoại của Nhà nước; ký kết, tham gia, phê duyệt điều ước quốc tế nhân danh Chính phủ; chỉ đạo việc thực hiện các điều ước quốc tế mà Cộng hoà xã hội chủ nghĩa Việt Nam ký kết hoặc tham gia; bảo vệ lợi ích của Nhà nước, lợi ích chính đáng của tổ chức và công dân Việt Nam ở nước ngoài;
- Thực hiện chính sách xã hội, chính sách dân tộc, chính sách tôn giáo;
- Quyết định việc điều chỉnh địa giới các đơn vị hành chính dưới cấp tỉnh, thành phố trực thuộc trung ương;
- Phối hợp với Mặt trận Tổ quốc Việt Nam, các đoàn thể nhân dân trong khi thực hiện nhiệm vụ, quyền hạn của mình; tạo điều kiện để các tổ chức đó hoạt động có hiệu quả.

Để thực hiện chức năng, nhiệm vụ và quyền hạn của mình, Chính phủ có quyền ban hành các Nghị quyết, Nghị định. Các quyết định của Chính phủ phải được quá nửa tổng số thành viên Chính phủ biểu quyết tán thành, trong trường hợp biểu quyết ngang nhau thì thực hiện theo phía có ý kiến của Thủ tướng Chính phủ.